# Sean Wilson
Sean Wilson (ur. 7 listopada 1969 w Yorku) – brytyjski żużlowiec.

## Życiorys
Brązowy medalista indywidualnych mistrzostw Europy juniorów (Zielona Góra 1987). Brązowy medalista indywidualnych mistrzostw Anglii (Coventry 1997). Finalista drużynowych mistrzostw świata (Diedenbergen 1996 – VI miejsce). Trzykrotny zwycięzca turniejów Speedway Premier League Riders' Championship (1999, 2003, 2005).
W lidze brytyjskiej reprezentował kluby Sheffield Tigers (1986-1988, 1999-2005), Coventry Bees (1989-1990, 1997-1998), King’s Lynn Stars (1990) oraz Bradford Dukes (1991-1993, 1995-1996), dwukrotnie zdobywając złote medale (1999, 2002). Startował również w ligach w Polsce (OTŻ Opole 1997-1999, 2001-2002, LKŻ Lublin 2000, Kolejarz Rawicz 2003), Szwecji (Västervik Speedway 2000-2003) oraz Niemczech (ST Wittstock 1997-1998).
W plebiscycie na najwybitniejszego zawodnika w 50-letniej historii opolskiego żużla zajął szóste miejsce, ale i zgarnął tytuł najwybitniejszego obcokrajowca w opolskich barwach. Jak sam przyznaje - w Opolu czuł się jak w domu.